# Calle Cimadevilla
La calle Cimadevilla es una vía pública de la ciudad española de Oviedo.

## Descripción
La vía, que debe su nombre a su elevada posición con respecto al resto de la ciudad, nace de la plaza de la Constitución y discurre hasta la calle San Antonio, donde conecta con Rúa. Tiene cruce con la del Sol y con la calleja de los Huevos. Fermín Canella y Secades le dedica unas cuantas páginas de El libro de Oviedo (1887); señala, entre otras cosas, las siguientes:

Cimadevilla.—La calle por excelencia de Oviedo debe indudablemente el nombre á su posición en la cima ó parte superior de la primitiva ciudad ó villa—que eran entonces sinónimas estas palabras—sin necesidad de recurrir á la explicación que da el Padre Carballo, atinadamente combatida por el P. Risco y otros. [...] El terrible incendio de 1522 comenzó en esta calle, teatro en todas ocasiones de las conmociones populares. Cuando las fiestas de San Mateo de 1603 se celebró allí el juego de sortijas. [...] 

De la capilla de San Nicolás—ayer demolida—hay esasas memorias, pero que debemos consignar aquí por tratarse del antiguo templo de Cimadevilla. El P. Carballo escribe que Alfonso el Casto "edifició y fundó (según algunos dicen) el hospital de San Nicolás", y ninguna otra noticia podemos aducir hasta el siglo XIV en que parece que allí tenían su cofradía los zapateros ovetenses, que habiéndose resistido á salir, según antigua costumbre, para hacer públicos juegos y suertes el día del Corpus, entablaron pleito con la justicia y regidores que fué ganado por la ciudad según ejecutoria de los Reyes Católicos en 1500. La ciudad, tenía el patronato del establecimiento y lo ejercía anualmente un regidor-administrador, siendo de 1680 la fundación de una capellanía en la "ermita de San Nicolás, feligresía de San Tirso", por Antonio Gómez, vecino de Oviedo. A últimos del siglo XVII fué reedificada la capilla, con fachada ornada con poco gusto y armas reales; pero ya entonces tenía pobre vida el hospital, al que se entraba por la calle del Peso, casa número. 8. También la calle tenía una fuente.

Tuvo siempre la calle ovetense altísima consideración, y cuéntase un pleito del último tercio de dicho siglo XVII, ganado por vecinos de las parroquias limítrofes la Manjoya, Latores, Celagún, Perera, etc, amparándoles en la posesión que gozaban de feligresía y vecindad en la parroquia de San Tirso y calle de Cimadevilla. Allí estaban las históricas casas de Carreño, Lavandera, Cifuentes, Valdés, Peñerudes, Solis y otras casas solariegas de mucho arraigo y heráldicos privilegios; allí estaba la casa del Portalón, donde los antiguos señores se reunían y arreglaban la ciudad de la que casi todos eran Regidores perpetuos; allí tenía casa el gobernador del Principado y allí se trasladó la Audiencia en el siglo XVIII. Aquí hacían parada de rúbrica las procesiones de la Iglesia mayor en el Corpus y Santa Eulalia, y dícese que la del Sacramento era en el portal de Peñerudes, hasta que se perdió el privilegio porque un señor de la casa arrojó un alguacil por el balcón. Pero el recuerdo más insigne en la historia de Cimadevilla es la conmoción popular de 1808 cuando Juaca Bobela y Marica Andayón con otros patriotas, impulsaron la declaración de guerra á Francia.

La prensa local hizo en diferentes ocasiones descripción y silueta de esta calle, siendo curiosísima la de un ilustres escritor y maestro queridísimo. Efectivamente: en aquel embudo, que no otra cosa es Cimadevilla, estuvo y está le mentidero de la ciudad; aquel sitio es como vulgarmente se dice un coche parado, porque allí como en un kaleidóscopo aparecen lo ordinario y lo extraordinario de Oviedo. Es el corazón de la ciudad y el lugar de las grandes exhibiciones. Allí se inició el progreso moderno en sus principales manifestaciones de comercio, casas de banca, cafés y círculos políticos, con las tiendas del Bohemio, Cesconi, Moriní, Agosti, etc.; los cafés del Casín, Risón y más; las tertulias de apostólicos, liberales, moderados, progresistas, unionistas, radicales, republicacoines del viti y del vaite, etc., etc.....—Ent.: Plaza.—Conc.: Rúa.
(Canella y Secades, 1887, pp. 107-110)